# Ophthalmitis siniherbida
Ophthalmitis siniherbida là một loài bướm đêm trong họ Geometridae.